# Tourbillon de poussière
« Dust devil » redirige ici. Pour le film sud-africain, voir Le Souffle du démon.
Ne doit pas être confondu avec Tornade.
Un tourbillon de poussière, ou de sable, se forme par beau temps, lorsque de l'air sec et instable entre en rotation et soulève la poussière ou le sable du sol. Les tourbillons de poussières sont appelés willy-willies en Australie (d'après un mot aborigène) et dust devils aux États-Unis (parfois traduit « diables de poussière » en français,). Au Québec, on parlera parfois de Sorcières, vu l'apparence des vortex, mais il s'agit d'un usage vieilli ou local,. Les peuples arabes pensaient que ces phénomènes étaient liés aux djinns. 
Ces tourbillons ont un diamètre allant de quelques centimètres à plus de 10 mètres, une extension verticale variant de quelques mètres à plus de mille mètres et ne peuvent qu'engendrer des vents de quelques dizaines de kilomètres par heure tout au plus. La grande majorité des tourbillons de poussière ne représentent pas de véritable danger mais peuvent être assez puissants pour soulever des objets ou débris naturels légers comme de petites branches d'arbre, des feuilles ou encore des installations légères et sommaires (toile de tente, bâche, etc.) pouvant alors causer des blessures aux personnes se trouvant à proximité. Ainsi le 7 mai 2006, à Trenton (Dakota du Nord), une fillette de 4 ans, et le trampoline où elle jouait, furent soulevés à 8 mètres de hauteur mais elle en réchappa avec des blessures mineures.

## Principes physiques

### Cause
Dans une région où l'insolation est importante, l'air se réchauffe près de la surface du sol. Cette chaleur se transmet verticalement par radiation à une couche d'air plus ou moins épaisse. Si l'air est sec dans cette couche, le gradient de température suit l'adiabatique sèche et est très instable. Comme le sol n'est pas chauffé uniformément, il y aura des différences entre deux points voisins du sol. L'air plus chaud se déplaçant vers une zone plus fraîche va donc subir une poussée d'Archimède vers le haut et entrer en convection. L'air montant sera remplacé par de l'air provenant d'un autre point au sol et selon la configuration des vents, ceci pourra engendrer une rotation de l'air,.
Les conditions favorables à la production d'un tourbillon de poussière sont :
- air sec dans la couche entre la surface et 700 hPa (~3 000 m) ;
- différence entre la température et le point de rosée de surface d'au moins 15 à 16 °C ;
- faibles vents dans la couche entre la surface et 850 hPa ;
- zone de surface où le réchauffement peut varier (bordure entre un stationnement asphaltée et le gazon par exemple).

La hauteur et le diamètre du tourbillon dépendent de l'instabilité et de la sécheresse de l'air. En regardant un diagramme thermodynamique, comme un téphigramme ou un émagramme, on peut évaluer l'Énergie Potentielle de Convection Disponible (EPCD) et donc l'intensité potentielle du tourbillon.
La formation des tourbillons de poussière est similaire à celle des très faibles tornades mais comme l'air est sec, aucune condensation ne se formera et donc pas de nuage. Au contraire des tornades, les tourbillons de poussières ne peuvent aller chercher les vents des niveaux supérieurs pour leur rotation ce qui en limite leur puissance.

### Endroits favorables au développement
Les tourbillons de poussières peuvent se produire partout où sont réunies les conditions nécessaires : air sec et instable, différence de réchauffement au sol. Ils peuvent même se produire en hiver au-dessus d'un sol recouvert d'une fine poudre de neige et donner des tourbillons de neige. Dans les climats tempérés, ils se produisent le plus souvent au printemps alors que l'air est encore sec et que les journées allongent. Dans les déserts, ils sont très courants en toute saison car l'air y est sec et chaud par définition. En ville, ils seront de courte durée car les maisons et autres bâtiments les empêchent de circuler en toute liberté et ils  meurent souvent en frappant un obstacle. On les voit le plus souvent dans les espaces de stationnements ou autres endroits qui absorbent plus d'énergie que les zones environnantes.

### Activité électrique
Les particules de poussières en se déplaçant vont produire de l'électricité statique et lorsque le champ est assez intense dans le tourbillon (plus de 10 000 volts par mètre), cela peut générer une faible décharge et un signal radio.

## Utilisation en vol à voile
Les tourbillons de poussière peuvent être appréciés par les pilotes de planeur. Ils servent de marqueurs d'ascendances puissantes qui se produisent principalement dans les régions désertiques. L'entrée dans le tourbillon se fait dans le sens opposé au sens de rotation afin d'augmenter la vitesse du planeur par rapport à l'air ambiant. 
Le sable peut cependant endommager la verrière des planeurs ainsi que le fuselage et les turbulences associées au phénomène peuvent être violentes. Le tout peut donc entraîner une perte de contrôle de l'aéronef, ce qui est dangereux près du sol.

## Tourbillons similaires

### Tourbillons de feu

Recréation d'une tornade de feu lors d'un spectacle.

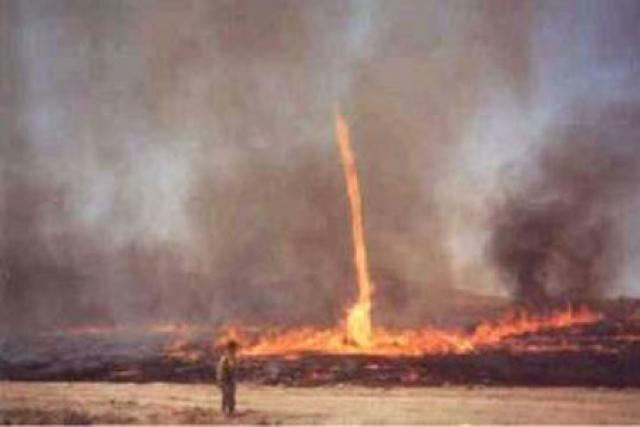
Un tourbillon de flammes.

Les conditions favorables à un tourbillon de poussière peuvent se retrouver dans les cas d'un feu intense. En effet, les différences de températures autour d'un feu de forêt ou d'un large brasier vont générer une circulation de surface des zones plus froides vers la source de chaleur. Si la masse d'air est instable, un tourbillon se formera et les débris de l'incendie y seront aspirés. Le tourbillon peut se retrouver dans la zone en flammes ou à l'extérieur, et propage l'incendie en projetant des tisons à de grandes distances. 
La plupart des feux de forêt produisent ce type de tourbillon qui auront un diamètre de quelques mètres et une hauteur de 10 à 50 mètres. Cependant, on a rapporté des colonnes de feu de plus de 1 kilomètre de hauteur produisant des vents de plus de 160 km/h et persistant plus de vingt minutes. On peut appliquer des techniques de prévision similaires à celles pour les tourbillons de poussières pour les prévoir. Plusieurs chercheurs travaillent à modéliser le phénomène afin de mieux le comprendre et le prévoir,.
Ces tourbillons peuvent être très dangereux. Par exemple, à la suite du tremblement de terre de Kantō de 1923, au Japon, l'île de Honshū a été frappée d'un embrasement généralisé éclair dans lequel un énorme tourbillon de feu a tué 38 000 personnes en quinze minutes dans le secteur de 
Hifukusho-Ato de la ville de Tokyo. On peut également mentionner les nombreux tourbillons de ce type qui se formèrent après que la foudre eut mis le feu au dépôt de pétrole de San Luis Obispo (Californie) le 7 avril 1926, produisant des dommages structuraux et tuant deux personnes. Des milliers de ces tourbillons furent vus durant les quatre jours que dura le brasier, dont le plus gros propulsa des débris à 5 kilomètres du site. 
Un autre exemple est celui du 26 août 2010 au Brésil, alors qu'un tourbillon de feu a été filmé dans l'état de São Paulo. À la suite d'une longue période de sécheresse, un feu près de la ville d'Araçatuba a servi de déclencheur au tourbillon qui a duré une vingtaine de minutes. Il a atteint plusieurs centaines de mètres de hauteur et les vents ont été estimés à 160 km/h. Il s'agissait d'un événement rare dans ce pays.

### Tourbillons de neige

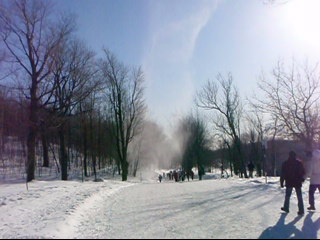
Tourbillon soulevant une fine couche de neige

Un cas particulier de tourbillon se produit en hiver quand ce dernier se développe au-dessus d'une couche de neige très fine. Bien que les conditions d'instabilité, de vents faibles et de sécheresse de l'air puissent être rencontrées dans un anticyclone hivernal, ces trombes sont assez rares. En effet, il est plus difficile de trouver des zones adjacentes ayant une température très différente permettant l’initiation du mouvement de l’air alors que la neige a tendance à recouvrir tout le sol.

### Tourbillons de vapeur

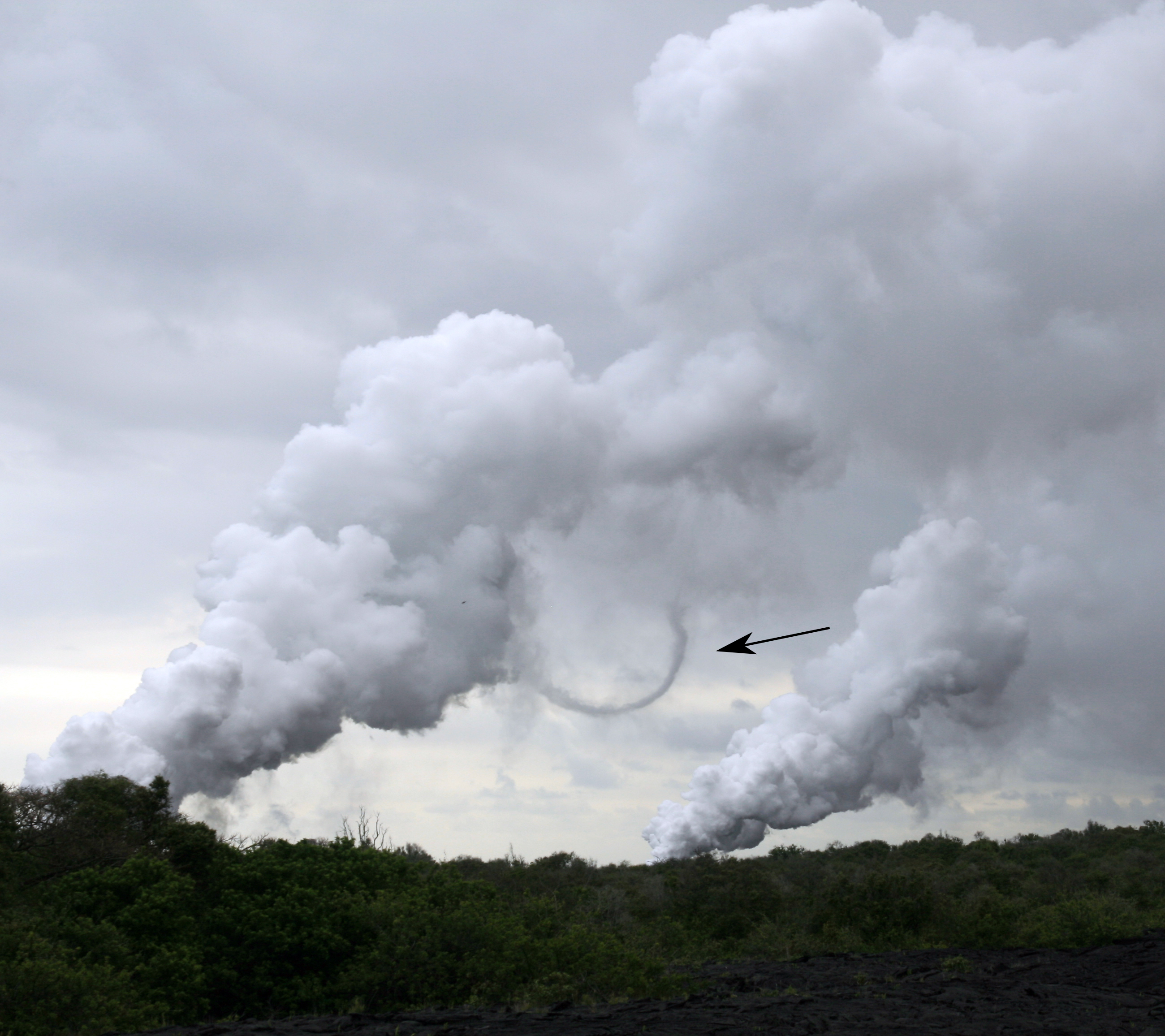
Tourbillon de vapeur à la Grande île d’Hawaï au-dessus d'une coulée de lave entrant dans l'océan.

Un tourbillon de vapeur est une colonne tourbillonnante d'air saturé de hauteur variable, généralement verticale et de faible diamètre, se formant quand une masse d'air froid se trouve au-dessus d'une étendue d'eau ou d'une surface saturée beaucoup plus chaude. C'est le cas surtout en hiver, sur les plans d'eau non glacés lorsque la température de l'air est très basse (sous les −15 degrés Celsius), de la vapeur se forme au-dessus de la surface et donne un brouillard glacé, appelé fumée de mer arctique, si les vents sont faibles. 
D'autre part, la grande différence de température entre l'eau et l'air rend l'air très instable, ce qui permet la formation de nuages convectifs si les vents sont un peu plus forts. Pour des vents d'au moins 40 km/h, la vapeur en montant non seulement se condense mais entre en rotation ce qui donne des tourbillons de vapeur,,. Ces tourbillons de vapeur sont formés de cellules hexagonales irrégulières, dans le plan horizontal, qui s'étirent verticalement dans la direction du vent. Des études avec radar météorologique aéroporté lors de vagues de froid montrèrent que les tourbillons de vapeur traverse la couche limite planétaire sous laquelle se forment les nuages convectifs.
Les tourbillons de vapeur peuvent se former dans d'autres circonstances où il existe une grande différence de température entre une source de vapeur et l'air ambiant. Par exemple, ils sont vus régulièrement au-dessus des plus grandes sources chaudes du parc national de Yellowstone aux États-Unis, comme le Grand Prismatic Spring.

## Tourbillons de poussière ailleurs que sur Terre

### Sur Mars
La Terre n'est pas le seul endroit où des tourbillons de poussière ont été vus. Dès les missions Viking des années 1970, on pouvait en remarquer sur la planète rouge et en 1997, le Mars Pathfinder détectait un tourbillon lui passant dessus,. La traînée noire dans la photo de droite est le résultat d'un tel phénomène sur Mars. Le point le plus noir, en haut de la photo, est l'ombre du tourbillon lui-même, lequel remonte la paroi d'un cratère d'impact. On observe même un large cyclone sec sur cette planète et qui provient d'une telle origine.

Tourbillon sur Mars, photographié par la sonde Spirit et colorisé.
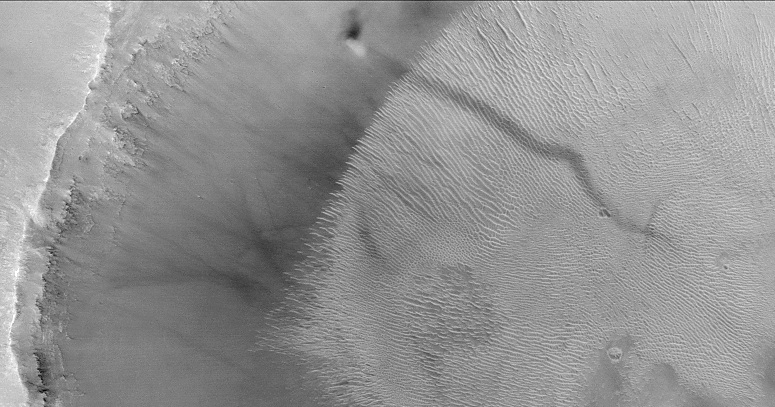
Tourbillon de poussière sur Mars, photographié par Mars Global Surveyor.

### Sur Titan
Les conditions météorologiques près de la surface de Titan (principale lune de Saturne), observées par la sonde Huygens, semblent propices à la formation de tourbillons de poussière, qui pourraient contribuer de manière significative au cycle éolien de Titan. La mission Dragonfly, qui doit se poser sur Titan en 2034, devrait pouvoir les observer.